# NGC 2776
NGC 2776 je galaksija u zviježđu Risu.

## Vanjske poveznice
- SEDS: NGC 2776